# Baselt (Fleringen)
Baselt ist ein Ortsteil der Ortsgemeinde Fleringen im Eifelkreis Bitburg-Prüm in Rheinland-Pfalz.

## Geographische Lage
Baselt liegt nördlich von Fleringen in einer Entfernung von rund 2 km. Der Ort liegt direkt an der Bundesstraße 410 und wird durch diese geteilt. Baselt ist überwiegend von landwirtschaftlichen Nutzflächen sowie einem kleinen Waldgebiet im Süden umgeben. Im Nachbarort Weinsheim befindet sich die Quelle der Nims. Diese fließt nördlich von Baselt.

## Geschichte
Bekannt ist, dass Baselt erst recht spät um 1830 entstanden ist. Die Siedlung entwickelte sich von einem Wohnplatz zum heutigen Ortsteil. Ein entscheidender Faktor war hierbei auch der Bau der Bundesstraße 410, welcher den Ortsteil wirtschaftlich interessanter machte.

## Kultur und Naherholung

### Ehemalige Kalköfen
Baselt ist vor allem durch die ehemaligen Kalköfen bekannt. Auf dem kleinen Gemeindegebiet befinden sich insgesamt 6 einzelne Ofenanlagen. Die Prümer Kalkmulde eignete sich besonders gut, um Kalk zu brennen. Die Öfen stammen aus der Zeit um 1895. Das Handwerk sicherte den Menschen das Überleben und schuf gleichzeitig einen bedeutenden Wirtschaftszweig. Man verwendete den Kalk überwiegend als Baustoff. Heute sind die meisten Kalköfen verfallen und nur noch im Gelände erkennbar. Einzig ein Kalkofen in Rommersheim wurde reaktiviert.

### Wandern
Der Rundwanderweg 8 des Prümer Landes bietet einen Einblick in die Kultur des Kalkbrennens und verläuft auch durch Fleringen. Man kann mehrere ehemalige Kalköfen betrachten und bewandert das Naturschutzgebiet Schönecker Schweiz. Der Rundweg hat eine Länge von rund 7,6 km.

## Wirtschaft und Infrastruktur

### Unternehmen
Im Ortsteil Baselt wird ein Hotel betrieben.

### Verkehr
Es existiert eine regelmäßige Busverbindung.
Baselt liegt beidseitig an der Bundesstraße 410 und ist durch die Kreisstraße 170 aus Richtung Fleringen erschlossen.